# Abdelouahab Maïche
Abdelouahab Maïche (ar. عبد الوهاب معيش; ur. 30 listopada 1959 w Satifie – zm. 26 września 2020) – algierski piłkarz grający na pozycji defensywnego pomocnika. W swojej karierze rozegrał 20 meczów w reprezentacji Algierii.

## Kariera klubowa
Swoją karierę piłkarską Maïche rozpoczął w klubie MA Hussein Dey, w którym w sezonie 1977/1978 zadebiutował w pierwszej lidze algierskiej. W Hussein Dey grał do końca sezonu 1986/1987. Z klubem tym zdobył Puchar Algierii w sezonie 1978/1979 oraz wywalczył wicemistrzostwo kraju w sezonie 1981/1982. W 1987 roku przeszedł do MC Algier, z którym w sezonie 1988/1989 został wicemistrzem Algierii. W 1990 roku odszedł z niego do belgijskiego RE Virton, w którym grał przez trzy lata. W sezonie 1993/1994 był zawodnikiem libijskiego Al Tarsana SC, w którym zakończył karierę.

## Kariera reprezentacyjna
W reprezentacji Algierii Maïche zadebiutował w 1983 roku. W 1988 roku powołano go do kadry na Puchar Narodów Afryki 1988. W nim zagrał w dwóch meczach: grupowym z Zairem (1:0) i półfinałowym z Nigerią (1:1, k. 8:9). Z Algierią zajął 3. miejsce w tym turnieju. Od 1983 do 1989 roku rozegrał w kadrze narodowej 20 meczów.